# 格鲁吉亚政党列表
这是一个格鲁吉亚政党列表。
目前，格鲁吉亚实行多党制。

## 现存主要政党
- 格鲁吉亚梦想—民主格鲁吉亚
- 为了格鲁吉亚（英语：For Georgia）
- 阿哈利（英语：Ahali）
- 为了格鲁吉亚列洛（英语：Lelo for Georgia）
- 统一民族运动
- 人民力量（英语：People's Power (Georgia)）
- 松果—更多自由（英语：Girchi – More Freedom）
- 是时候了
- 对欧洲说是—阿格马申内贝利战略（英语：Strategy Aghmashenebeli）
- 格鲁吉亚共和党（英语：Republican Party of Georgia）
- 欧洲格鲁吉亚—争取自由运动（英语：European Georgia – Movement for Liberty）
- 进步和自由（英语：Progress and Freedom）
- 为了人民（英语：For the People (Georgia)）
- 公民（英语：Citizens (Georgia)）
- 自由广场（英语：Freedom Square (political party)）
- 格鲁吉亚保守党（英语：Conservative Party of Georgia）[1]